# Hermes Ramírez
Hermes Julián Ramírez Limonta (Guantánamo, 7 de enero de 1948-La Habana, 4 de septiembre de 2024) fue un atleta cubano especializado en la prueba de 4 x 100 m, en la que llegó a ser subcampeón olímpico en 1968.

## Carrera deportiva
Nacido el 7 de enero de 1948 en Guantánamo, Cuba, residió desde temprana edad en La Habana.
En los Juegos Olímpicos de México 1968, ganó la medalla de plata en los relevos 4 x 100 metros, con un tiempo de 38.40 segundos, llegando a meta tras Estados Unidos que con 38.24 segundos batió el récord del mundo, y por delante de Francia, siendo sus compañeros de equipo: Juan Morales, Pablo Montes y Enrique Figuerola.
Se destacó como entrenador del equipo nacional durante cuatro años y desempeñó además dicha actividad profesional en países como México y Panamá. Luego de retirarse de la actividad deportiva, se dedicó al entrenamiento físico como miembro docente del Instituto Técnico Militar.